# Mammoth-Cave-Nationalpark
Der US-amerikanische Mammoth-Cave-Nationalpark ist ein Nationalpark in Zentral-Kentucky. Die Mammut-Höhle ist mit über 675 km kartierter Ausdehnung die weitläufigste bekannte Höhle der Welt. Der Park wurde am 1. Juli 1941 eingerichtet. Er wurde von der UNESCO am 27. Oktober 1981 zum Weltnaturerbe und am 26. September 1990 zum Biosphärenreservat erklärt.
Der Park hat eine Fläche von etwa 21.400 Hektar, davon liegt der größte Teil in Edmonson County, kleinere Teile in Barren County und Hart County. Im Park fließen der Green River und Nolin River, welcher direkt außerhalb des Parks in den Green River mündet.

## Geologie und Fauna
Die Region besteht aus einer dicken Kalksteinschicht, die von einer Sandsteinschicht überlagert ist. Die Höhle war besonders im Britisch-Amerikanischen Krieg von 1812 ein wichtiger Lieferant von Salpeter, der zur Herstellung von Schießpulver verwendet wurde.

„Verursacher“ des Salpeters waren die Ausscheidungen von Fledermäusen, deren große Kolonien in tausenden von Jahren für dieses Produkt „sorgten“ (Fledermausguano). Nach einem Bericht von 1810 waren die Wände der Höhle „schwarz von Fledermäusen“ – heute werden nur noch geringe Populationen beobachtet.

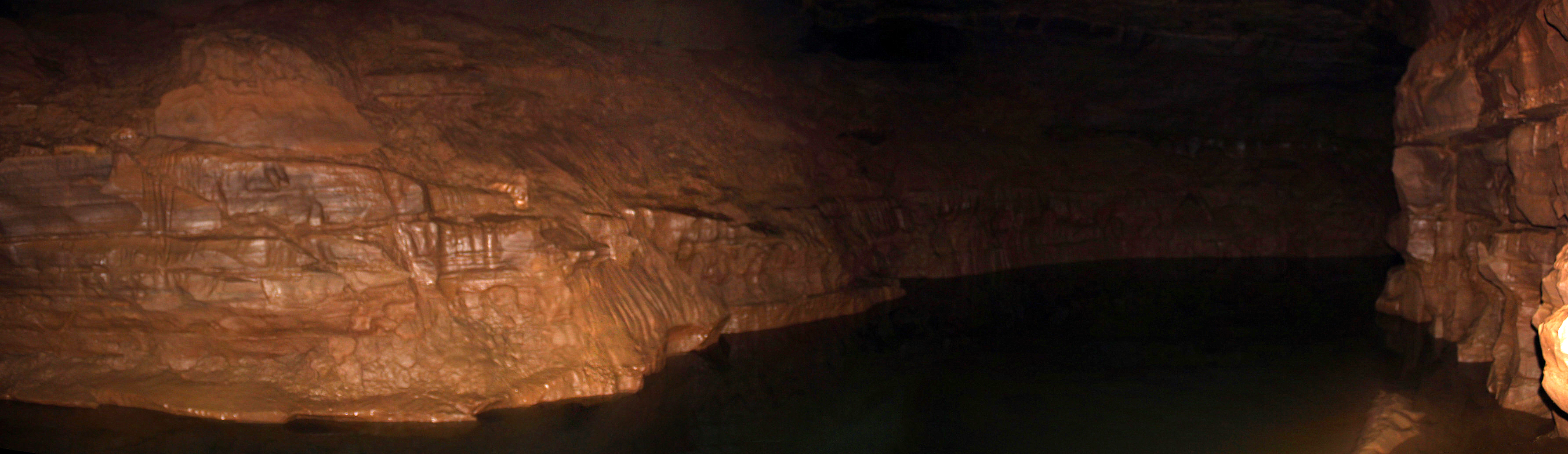
Der Fluss Styx durchfließt den Nationalpark unterirdisch.

Die Höhlen des Nationalparks werden von zahlreichen unterirdischen Wasserläufen durchflossen. Der größte Fluss ist der River Styx.

## Geschichte
Die Geschichte der Menschen in Bezug auf die Mammoth Cave geht auf über 6000 Jahre zurück. Aus dieser Zeit wurden  Funde einer indianischen Kultur aus der Archaischen Periode gefunden. Eine unbewiesene Vermutung besagt, dass der erste Europäer, der die Mammoth Cave entdeckte, entweder John Houchin oder sein Bruder Francis Houchin bei der Jagd nach einem Bären im Jahr 1797 war.
1838 kaufte Franklin Gorin die Höhle und betrieb sie als Touristenattraktion. Aufzeichnungen der Höhlen gibt es erstmals von dem Sklaven Stephen Bishop, der die Höhle zwischen 1840 und 1850 erkundete und die ersten Pläne der Höhle sowie Bezeichnungen für einige Formationen aufzeichnete. Während des 19. Jahrhunderts war die Mammoth Cave so bekannt, dass sie zu einer internationalen Sensation wurde. Zudem entstand eine Eisenbahnlinie, die Mammoth Cave Railroad, sie brachte die Besucher zur Höhle. Da das Gebiet um die Höhle nicht für Landwirtschaft geeignet war, begannen die Besitzer von umliegenden Höhlen einen Konkurrenzkampf um Touristen, dieser wurde als die Kentucky Cave Wars bezeichnet. Professionell wurden die Höhlen erst 1908 von Max Kämper vermessen.
1925 erlangte die Höhle durch den Höhlenforscher Floyd Collins nationale Bekanntheit. Collins wurde am 30. Januar 1925 bei der Erkundung der Sand Cave, einer Nebenhöhle der Mammoth Cave, verschüttet. Nachdem er einen Tag später lebendig gefunden wurde, begann eine zweiwöchige Rettungsaktion. Nach weiteren Einstürzen der Höhle wurden Rettungsaktionen durch die enge Höhle abgebrochen. Bei einem weiteren Versuch, Collins durch einen Schacht von der Oberfläche zu erreichen, wurde am 16. Februar seine Leiche in der Höhle gefunden.
Die ersten Forschungen begannen in den späten 1950er Jahren von Patty Jo Watson von der Washington University in St. Louis. Sie bestimmte den relativen Gehalt von Pflanzen und Fleisch in der Ernährung der Kultur über einen Zeitraum von mehreren tausend Jahren. Zudem wurden viele menschliche Überreste und Artefakte aus dieser Zeit in den Höhlen gefunden.
Privatleute bildeten die Mammoth Cave National Park Association im Jahr 1926, um das Gebiet zu schützen. Daraufhin wurde der Park am 25. Mai 1926 als National Monument gewidmet. Spendengelder wurden verwendet, um Höfe in der Region zu kaufen. In den Zeiten danach folgten viele Höhlenerkundungen wie die Erkundung des Flint Ridge Systems, zu dem die Crystal Cave, die Great Onyx Cave und die Salts Cave gehören. Insgesamt sind die Höhlensysteme von Flint Ridge 139,2 km lang. Weitere riesige Höhlensysteme, die in kurzer Distanzen von Mammoth Cave liegen, wurden entdeckt und erkundet: das Fisher Ridge Cave System und das Martin Ridge Cave-System.
Am 27. Oktober 1981 wurde das Gebiet zum Welterbe und am 26. September 1990 zum internationalen Biosphärenreservat erklärt. In der Schlafforschung ist die Höhle durch das Mammoth-Cave-Experiment von Nathaniel Kleitman bekannt.